# Terra in bocca - Poesia di un delitto
Terra in bocca - Poesia di un delitto è il terzo album in studio del gruppo italiano I Giganti, pubblicato dalla Ri-Fi nel 1971.

## Descrizione
È di fatto un atto di coraggio, una forte accusa alla mafia per la guerra dell'acqua nella Sicilia riarsa. La storia di due giovani innamorati si intreccia alla storia del paese ed è vivamente descritta nei testi di Piero De Rossi ancora molto attuali. Le musiche sono quasi tutte opere di Mino De Martino, ma furono depositate alla Siae da Vince Tempera, che curò gli arrangiamenti del disco e compose tutte le parti strumentali. I brani sono 12, tutti legati tra loro, senza pausa.
Il disco fu registrato negli "Studi Play-co" di Milano, e all'incisione collaborarono anche il chitarrista dei Latte e Miele, Marcello Giancarlo Dellacasa, oltre che Ellade Bandini ed Ares Tavolazzi, componenti con Tempera dei The Pleasure Machine.
L'album fu trasmesso solo una volta alla radio, poi nessuno ne seppe più nulla e fu la fine dei Giganti.
Riecheggia in Terra in bocca lo stile di 6 anni prima, con qualche interessante accenno di jazz e lo strepitare delle chitarre elettriche.

### Rappresentazioni dal vivo
Nel maggio 2010, l'intero album è stato eseguito per la prima volta dal vivo in due concerti al teatro Fraschini di Pavia nell'ambito del progetto "Le regole della Libertà - percorsi educativi per crescere cittadini del mondo" realizzato da ARCI PAVIA negli Istituti di Istruzione superiore della città con il finanziamento della Fondazione Banco del Monte di Lombardia.
Sul palcoscenico, insieme ai musicisti dello SpazioMusica Ensemble e del Sacher Quartet, sono saliti i "Giganti" Enrico Maria Papes, Mino de Martino, Checco Marsella accompagnati da Ares Tavolazzi, Ellade Bandini e Vince Tempera.
Nell'autunno 2010 "Terra in bocca live" è andato in scena al Festival Educaonline di Rovereto e al Festival delle Etichette Indipendenti di Faenza (RA).
Il 14 maggio 2011 è stato eseguito al teatro Arlecchino di Voghera e sabato 18 giugno in occasione della replica del progetto di ARCI PAVIA negli Istituti Superiori di Voghera; quindi a S. Martino in Rio (Reggio Emilia).
Nel 2011 i Giganti vincono il Premio Paolo Borsellino, proprio per Terra in bocca (che festeggia i 40 anni dalla pubblicazione): per l'occasione Mino, Checco ed Enrico rieseguono dal vivo alcuni brani dell'album in versione acustica.
Il 23 maggio 2012, in occasione del ventesimo anniversario della strage di Capaci, "Terra in bocca live" è in scena allo Spazio MIL di Sesto San Giovanni.
Il 27 luglio 2012, "Terra in bocca live" sarà in scena a Rivanazzano (PV).

### Ristampe
La prima ristampa in CD realizzata dalla "Vinyl Magic" venne pubblicata nel 1989 ed è diversa dal disco originale (contenendo probabilmente una registrazione demo): la lunghezza complessiva di questa versione è di 44'11", e rispetto alla versione uscita a suo tempo il suono è molto meno ricco e orchestrato, più acustico, ma in alcuni punti più intenso; inoltre mancano alcuni recitativi.
La seconda edizione del 1993 sempre della Vinyl Magic (apparentemente identica alla prima nella copertina ma con un diverso disegno dell'etichetta), ha la lunghezza di 46'44" ed è invece identica a quella del disco in vinile.
Nel 2000 il disco è stato ristampato dalla Akarma.
Infine nel 2009 è stato ristampato, con una bonus track, dalle edizioni Il Margine, ed allegato ad un volume che ricostruisce la nascita delle canzoni e la registrazione dell'album, con molte interviste ai musicisti che hanno collaborato.

## Tracce
Lato A
1. Largo iniziale - Molto largo - Avanti – 12:34
2. Avanti tutto - Brutto momento - Plim plim – 8:18
3. Plim plim al parossismo - Delicato andante – 9:38
4. Rumori - Fine incombente – 1:00

Durata totale: 31:30
Lato B
1. Fine lontana - Allegro per niente – 4:16
2. Tanto va la gatta al lardo - Su e giù – 15:44
3. Larghissimo - Dentro tutto – 8:00
4. Alba di note - Rimbalzello triste – 1:55
5. Rimbalzello compiacente - Ossessivo ma non troppo - Fine – 5:00

Durata totale: 34:55
Bonus track (edizione 2009)
1. Il pescatore (lungo e disteso 1ª versione)

## Formazione
Gruppo
- Mino Di Martino - voce, chitarra
- Checco Marsella - voce, tastiere, mellotron
- Sergio Di Martino - voce, basso, chitarra
- Enrico Maria Papes - voce, batteria

Altri musicisti
- Ellade Bandini - batteria
- Ares Tavolazzi - basso, chitarra
- Vince Tempera - organo Hammond, pianoforte
- Gigi Rizzi - chitarra (non accreditato in copertina)
- Marcello Dellacasa - chitarra
- La Bionda - chitarra acustica (non accreditato in copertina)